# 山本光
山本光（1991年2月28日—）是一名日本的女演员，出生于大阪府，经纪公司为TWIN PLANET。

## 经历
2005年，参加第1届“Amuse公主殿下选拔大会”并获得第二名。而据本人所说是她因为被“公主”（「お姫様」）这个词吸引才去参加的（冠军为田中美晴）。
2007年出演《我们的教科书》，是为她的电视剧出道作。之后往往在其他作品中饰演高中生一类的角色。2009年出演特摄片《假面骑士W》女主角鸣海亚树子。
2020年4月1日，離開Amuse，加入TWIN PLANET。

## 出演

### 电视剧
- 我们的教科书（2007年、富士电视台） 饰 野部千春
- 警视厅搜查一课9系 第4話（2008年、朝日电视台） 饰 林あゆみ
- 裸的大将 山梨編〜假的富士山出现了（日语：裸の大将放浪記#塚地版）（2008年10月18日、富士电视台） 饰 仲田蝶子
- 怨屋本铺（2009年1月7日、东京电视台） 饰 ミサ
- 假面骑士W（2009年 - 2010年、朝日电视台） 饰 鸣海亚树子
- 真实的恐怖故事「红耳环的怪物」（2010年8月24日、富士电视台） 饰 佐山久美
- Dr.伊良部一郎 第3話（2011年2月13日、朝日电视台） 饰 秋山エリカ
- 美咲ナンバーワン!! 第9話、最終話（2011年3月9、16日、日本电视台） 饰 鶴橋歩実
- 肌肉女孩（2011年、每日放送） 饰 須藤つかさ
- 警视厅搜查一课9系season3 第5話（2011年8月3日、朝日电视台） 饰 真嶋チカ
- 深夜食堂 第13話「あさりの酒蒸し」（2011年10月27日、每日放送） 饰 キラリちゃん
- 駅弁ひとり旅（日语：駅弁ひとり旅#テレビドラマ）（2012年、BS JAPAN）
- 科搜研之女系列  （2013年 - 、朝日電視台）飾 湧田亞美
  - 科捜研の女 Season13 第3話 - 最終話（2013年10月31日 - 2014年3月13日）
  - 科捜研の女スペシャル（2013年12月25日）
  - 科捜研の女 Season14（2014年10月16日 - 12月11日）
  - 科捜研の女 年末スペシャル（2014年12月21日）
  - 科捜研の女 新春スペシャル（2015年1月18日）
  - 科捜研の女 Season15（2015年10月15日 - 2016年3月10日）
  - 科捜研の女 正月スペシャル（2016年1月3日）
  - 科捜研の女 春スペシャル（2016年4月7日）
  - 科捜研の女 Season16（2016年10月20日 - 2017年3月9日）
  - 科捜研の女 正月スペシャル（2017年1月3日）
  - 科捜研の女スペシャル（2017年10月15日）
  - 科捜研の女 Season17（2017年10月19日 - 2018年3月22日）
  - 科捜研の女スペシャル（2018年10月14日）
  - 科捜研の女 Season18（2018年10月18日 - 2018年12月13日）
  - 科捜研の女 正月スペシャル（2019年1月3日）
  - 科捜研の女 Season19（2019年4月18日 - 2020年3月14日）
  - 科捜研の女 Season20（2020年10月22日 - 2020年12月17日）
  - 科捜研の女 Season21（2021年10月14日 - 2022年4月7日）
  - 科捜研の女2022 Season22（2022年10月18日 - 12月20日）
  - 科捜研の女 Season23（2023年8月16日 - 10月4日）[16][17]
  - 科捜研の女 Season24（2024年7月3日 - ）
- 紙之月（2014年、NHK）飾 仁志まどか
- 愛麗絲之棘（2014年、TBS）飾 環
- 騎士龍戰隊龍裝者 第29話（2019年、朝日電視台）飾 優衣

### 电视动画
- 人造昆虫カブトボーグ V×V（2006年、BS JAPAN） 饰 さやか

### 电影
- 歌魂（日语：うた魂♪）（2008年4月5日上） 饰 山田桜子
- 激情版精英洋基三郎（日语：エリートヤンキー三郎）（2009年2月28日 上映） 饰 如月春奈
- BABY BABY BABY!（日语：BABY BABY BABY! -ベイビィ ベイビィ ベイビィ-）（2009年5月23日 上映） 饰 ミカ
- 湾岸竞速（2009年9月12日上映） 饰 千夏
- 天使之恋（2009年11月7日上） 饰 鮎川友子
- 假面騎士×假面騎士W & Decade Movie大戰2010（2009年12月12日上映） 饰 鸣海亚树子
- 假面騎士W Forever A至Z/命運的Gaia Memory（2010年8月7日上映） 饰 鸣海亚树子
- 假面騎士×假面騎士 OOO & W feat. Skull Movie大戰 Core（2010年12月18日上映） 饰 鸣海亚树子/ 梅丽莎（一人分饰二角）

### DVD
- 假面骑士W 超战斗DVD 丼的α/再见了爱的菜单 （2010年） 饰 鸣海亚树子
- 假面骑士W RETURNS（2011年） 饰 照井亚树子
  - 假面骑士Accel
  - 假面骑士Eternal

### PV
- 伊藤由奈 featuring Spontania『今でも 会いたいよ…』
- 上木彩矢 w TAKUYA『W-B-X 〜W-Boiled Extreme〜』（2009年）